# BCM U Pitești

BCM U FC Argeș Pitești este un club românesc de baschet din orașul Pitești. Clubul participă în Divizia A, iar pe parcursul anilor a purtat denumirea de CSU Universitatea, BCM Pitești, BCMUS Argeș Pitești și CSU Pitești. Din sezonul 2017 se numește BCM U FC Argeș Pitești. Echipa a câștigat campionatul în anul 2000, iar în anul 2007 a ajuns până în finală, pierzând însă contra echipei CSU Asesoft Ploiești. În sezonul 2011-2012, echipa a câștigat Cupa și SuperCupa României pentru ca în sezonul 2012-2013 să participe în EuroChallengeCup.

## Istoric

### Sezonul 2012-2013
În sezonul 2012-2013, BCM U Pitești a câștigat Supercupa României în fața echipei CSU Asesoft Ploiești, după ce în urmă an câștigase și Cupa României. La finalul sezonului regulat, echipa a terminat pe locul 11 și au fost nevoiți să joace play-out împotriva echipei CS Farul Constanța pentru a rămâne în prima ligă de baschet. BCM U Pitești a câștigat însă cu scorul general de 3-0. De asemenea, echipa a participat în FIBA EuroChallenge, însă a terminat pe ultimul loc în grupă cu o victorie și 5 înfrângeri.    

### Sezonul 2013-2014
În sezonul 2013-2014, cu noul antrenor Hristu Șapera,argeșenii au terminat sezonul regulat pe locul 7 și s-au calificat în Play-Off, acolo unde au pierdut încă din primul tur în fața echipei BC Mureș cu scorul final de 3-1.
În Cupa României, aceștia s-au calificat pentru Final Four-ul disputat la Ploiești, după ce au eliminat pe rând pe CSS Giurgiu (retrasă din campionat) și U BT Cluj Napoca. În Final Four, piteștenii au pierdut semifinala cu CSM U Oradea și finala mică cu gazda turneului.

### Sezonul 2014-2015
În sezonul 2014-2015, echipa aflată sub comanda lui Hristu Șapera a terminat sezonul regulat pe poziția a 5-a calificându-se în Play-Off, unde au pierdut însă în fața echipei CS Energia Târgu Jiu cu scorul de 3-0.
În Cupa României, au ajuns până în Final Four reușind să termine pe poziția a 3-a după ce au fost învinși de BC Timișoara în semifinală și au învins pe CSU Sibu în cadrul finalei mici.

### Sezonul 2015-2016
În sezonul 2015-2016 au terminat pe poziția a 9-a cu un bilanț final de 15 victorii plus 17 înfrângeri după ce au început sezonul cu o penalizare de 3 puncte datorate retragerii echipei satelit din liga 1. Piteștenii au schimbat 3 antrenori în acel sezon: Jovica Arsic, Andjelko Mandic și Hristu Șapera. 

### Sezonul 2016-2017
În sezonul 2016-2017, echipa antrenată de Hristu Șapera s-a calificat în Top 6 iar în Play-Off a fost eliminată însă de viitoarea vice-campioana Steaua CSM București terminând astfel sezonul pe poziția a 6-a. În Cupa României au fost eliminați de SCM U Craiova.

## Lotul sezonului 2013-2014
Actualizat la: 18.02.2014
| Nr. | Nume             | Naț.          | Înălțime. | Vârstă |
| --- | ---------------- | ------------- | --------- | ------ |
| 1.  | Vlad Dogaru      | România       | 184 cm    | 28 ani |
| 2.  | Iulian Orbeanu   | România       | 204 cm    | 22 ani |
| 3.  | Vlad Corpodean   | România       | 194 cm    | 22 ani |
| 4.  | Lucian Chirof    | România       | 202 cm    | 22 ani |
| 5.  | Cornel Alexiu    | România       | 197 cm    | 21 ani |
| 6.  | Marko Djurkovic  | Serbia        | 205 cm    | 26 ani |
| 7.  | Edi Sinadinovic  | Serbia        | 191 cm    | 25 ani |
| 8.  | Lamonte Ulmer    | Statele Unite | 198 cm    | 25 ani |
| 9.  | Ken Tutt         | Statele Unite | 185 cm    | 29 ani |
| 10. | Barač Pankracije | Croația       | 196 cm    | 32 ani |
| 11. | Alexandru Negut  | România       | 196 cm    | 23 ani |
| 12. | Ousmane Barro    | Senegal       | 208 cm    | 28 ani |
| 13. | Marian Minea     | România       | 203 cm    | 29 ani |

## Lotul sezonului 2014-2015
| Nr. | Nume             | Naț.                       | Înălțime. | Poziție |
| --- | ---------------- | -------------------------- | --------- | ------- |
| 1.  | Marko Šutalo     | Bosnia                     | 193 cm    | G       |
| 2.  | Mirko Kovač      | Serbia                     | 199 cm    | F       |
| 3.  | Cezar Stanescu   | România                    | 191 cm    | SG      |
| 4.  | Radenko Pilčević | Serbia                     | 188 cm    | SG      |
| 5.  | Iulian Orbeanu   | România                    | 204 cm    | C       |
| 6.  | Cornel Alexiu    | România                    | 196 cm    | PF      |
| 7.  | Ronald Ross      | Statele Unite ale Americii | 188 cm    | PG      |
| 8.  | Stevan Milosevic | Muntenegru                 | 211 cm    | C       |
| 9.  | Krystopher Faber | Statele Unite ale Americii | 208 cm    | C       |
| 10. | Yurii Frasenyuk  | Ucraina                    | 200 cm    | PF      |
| 11. | Lucian Chirof    | România                    | 202 cm    | C       |
| 12. | Alexandru Negut  | România                    | 198 cm    | SF      |

## Lotul sezonului 2015-2016
Actualizat la: 21.10.2015
| Nr. | Nume                  | Naț.                       | Înălțime. | Poziție |
| --- | --------------------- | -------------------------- | --------- | ------- |
| 1.  | Cătălin Vlaicu        | România                    | 203 cm    | C       |
| 2.  | Adrian Tudor          | România                    | 184 cm    | PG      |
| 3.  | Pedja Stamenkovic     | Serbia                     | 190 cm    | PG      |
| 4.  | Aleksandar Mladenovic | Serbia                     | 207 cm    | C       |
| 5.  | Căprărescu Mihai      | România                    | 192 cm    | SF      |
| 6.  | Bogdan Stăncuț        | România                    | 196 cm    | SF      |
| 7.  | Mircea Ghiță          | România                    | 178 cm    | PG      |
| 8.  | Vyacheslav Bobrov     | Ucraina                    | 201 cm    | PF      |
| 9.  | Maxsym Pustozvonov    | Ucraina                    | 200 cm    | SF      |
| 10. | Tauras Jogela         | Letonia                    | 203 cm    | PF      |
| 11. | Ghiță Balmuș          | România                    | 180 cm    | PG      |
| 12. | Cornel Alexiu         | România                    | 196 cm    | SF      |
| 13. | Ronald Ross           | Statele Unite ale Americii | 188 cm    | PG      |
| 14. | Lucian Chirof         | România                    | 202 cm    | C       |
| 15. | Alexandru Negut       | România                    | 198 cm    | SF      |

## Lotul sezonului 2016-2017
Actualizat la: 08.11.2017
| Nr. | Nume                | Naț.                       | Înălțime. | Poziție |
| --- | ------------------- | -------------------------- | --------- | ------- |
| 1.  | Mihai Căprărescu    | România                    | - cm      | SF      |
| 2.  | Andryi Agafonov     | Ucraina                    | 208 cm    | C       |
| 3.  | Porter Troupe       | Statele Unite ale Americii | 196 cm    | SG      |
| 4.  | Lucian Chirof       | România                    | 202 cm    | C       |
| 5.  | Laszlo Lazar        | România                    | 210 cm    | C       |
| 6.  | Nick Russell        | Statele Unite ale Americii | 193 cm    | SG      |
| 7.  | Marius Ciotlăuș     | România                    | 196 cm    | PG      |
| 8.  | Vlad Corpodean      | România                    | 192 cm    | SG      |
| 9.  | Titus Nicoară       | România                    | 203 cm    | PF      |
| 10. | Aleksandar Kostoski | Macedonia                  | 188 cm    | PG      |
| 11. | Matti Nuutinen      | Finlanda                   | 200 cm    | SF      |
| 12. | Dragoș Onea         | România                    | 187 cm    | PG      |

## Conducerea
| Nr. | Nume                 | Naț.    | Poziție            |
| --- | -------------------- | ------- | ------------------ |
| 1.  | Nebojsa Vidic        | Serbia  | Antrenor principal |
| 2.  | Paralikas Theodosios | Grecia  | Antrenor secund    |
| 3.  | Sorin Căprărescu     | România | Manager            |
| 4.  | Dragoș Șerban        | România | Director           |